# Euxoa infracta
Euxoa infracta là một loài bướm đêm trong họ Noctuidae.